# Юснан
Юснан (на шведски: Ljusnan) е река в централната част на Швеция (провинции Йемтланд и Йевлебори), вливаща се в Ботническия залив на Балтийско море. Дължина 439 km, площ на водосборния басейн 19 828 km².

## Географска характеристика
Река Юснан води началото си от малкото планинско езеро, разположено на 93 m н.в., в южната част на Скандинавските планини, в близост до границата с Норвегия. В горното и средно течение има югоизточно направление и тече в дълбока и зелесена долина, като преминава през няколко проточни езера (Лоскенлосен, Викаршон, Ортен и др.) и образува множество бързеи, прагове и водопади. В долното течение посоката ѝ става южна, а в най-долното течение – източна и тече по хълмиста приморска равнина, като преминава през езерата Оршон и Бергвикен. Влива се в ютозападната част на Ботническия залив на Балтийско море, при град Юсне (лен Йевлебори).
Водосборният басейн на река Юснан обхваща площ от 19 828 km². Речната ѝ мрежа е двустранно развита, с повече, по-дълги и по-пълноводни десни притоци. На север, юг и югозапад водосборният басейн на Юснан граничи с водосборните басейни на реките Юнган, Своган, Далелвен и други по-малки, вливащи се в Ботническия залив на Балтийско море, а на северозапад – с водосборните басейни на реките Глома (от басейна на Северно море) и Неа (от басейна на Норвежко море).
Основни притоци: леви – Митон, Сервон, Веман, Хуан; десни – Тенон, Ронден, Лофсен, Херьон, Росон, Вокснаелвен (150 km, 3140 km²).
Юснан има предимно снежно подхранване с ясно изразено пролетно-лятно пълноводие (май и юни) и зимно маловодие Среден годишен отток в устието 230 m³/s. През зимата замръзва за период от 4 – 5 месеца.

## Стопанско значение, селища
По течението на реката е изградена каскада от 18 малки ВЕЦ-а (Лонго, Крукстрьомен, Лонгстрьомен, Лафорсен и др.) с обща годишна мощност 430 Мвт. Част от водите ѝ се използват за битово и промишлено водоснабдяване и воден туризъм. Най-големите селища разположени по течението ѝ са градовете: Свег, Юсдал, Болнес, Юсне.